# 각산 푸르지오
각산 푸르지오(영어: Gaksan PRUGIO)는 대한민국 대구광역시 동구 각산동에 위치한 아파트다,